# جوجیتسو (فیلم)
جوجیتسو (به انگلیسی: Jiu Jitsu) یک فیلم سینمایی اکشن فانتزی و رزمی آمریکایی محصول سال ۲۰۲۰ به کارگردانی و نویسندگی دیمیتری لوگوتتیس و با بازی آلن موسی، فرانک گریلو، جوجو چان، تونی جا و نیکلاس کیج است. این فیلمنامه بر اساس کمیک بوکی به همین نام در سال ۲۰۱۷ توسط لوگوتتیس و جیم مک گرات ساخته شده است. این فیلم به بمب گیشه تبدیل شد و با بودجه تولید بالغ بر ۲۵ میلیون دلار، در گیشه تنها کمتر از ۱۰۰٬۰۰۰ دلار فروش کرد  و مورد انتقاد شدید منتقدان قرار گرفت.

## بازیگران اصلی
- آلن موسی در نقش جیک بارنز
- فرانک گریلو در نقش هریگان
- جوجو چان
- تونی جا در نقش کیونگ[۱۰]
- نیکلاس کیج در نقش وایلی[۱۱]
- ریک یان
- ماری اوجروپولوس در نقش میرا

## چکیده داستان
جنگجویان جوجیتسو به نیروهای خود می‌پیوندد تا با یک نژاد شرورانه از مهاجمان بیگانه نبرد کنند و این نبرد هر شش سال از یک نظام باستانی اتفاق می‌افتد و…

## مشروح داستان
هر شش سال، در دو هزار سال گذشته، یک فرقهٔ باستانی از رزمی‌کاران فراانسانی به نام جوجیتسو با نژادی وحشی از بیگانگان فرازمینی مهاجم در نبردی برای حفظ زمین روبه‌رو می‌شوند. این بیگانگان همیشه از مدافعان زمین شکست خورده‌اند—تا این بار.
در جنگلی در برمه (میانمار), سرباز آمریکایی جیک بارنز در حال فرار از دست شوریکنهای پرتاب‌شده توسط بیگانگان است. جیک از صخره‌ای مشرف به دریا سقوط می‌کند و مردی مرموز از غرب او را نجات داده و به دو ماهیگیر برمه‌ای می‌سپارد. آن‌ها گمان می‌برند که جیک از پادگان نظامی نزدیک آمده و پس از ترجمه‌ای ناقص و ناقص از سوی مترجمی بی‌تجربه، او را به آنجا می‌برند. پس از به‌هوش‌آمدن، یک افسر اطلاعاتی به نام مایرا از او بازجویی می‌کند، چرا که ارتش دربارهٔ اشارهٔ روستاییان به یک دنباله‌دار که هر شش سال می‌آید و دهانه‌ای که در معبدی گشوده می‌شود، گیج شده است. اما جیک دچار فراموشی است و چیزی از رویدادهای پیش از پیدا شدنش در آب به خاطر ندارد، حتی سرم حقیقت هم نتوانسته چیزی از او بیرون بکشد.
در حالی‌که مایرا با همکارانش گفت‌وگو می‌کند، کیونگ، رزمی‌کار پیشرفتهٔ جوجیتسو، به پادگان حمله کرده و با مهارت‌های فوق‌العاده‌اش از مشت تا گلوله را مغلوب می‌کند تا جیک را نجات دهد. کیونگ با فشردن دست به شیوه‌ای خاص، جیک را به‌جا می‌آورد و آن دو از پایگاه فرار می‌کنند، و در سکانسی طولانی، مهارت‌های فراانسانی جیک در مبارزه نمایان می‌شود. سپس به گروهی از رزمی‌کاران جوجیتسو می‌پیوندند که به رهبری هریگن هستند. این مبارزان جیک را می‌شناسند، اما او چیزی از آن‌ها یا مأموریت‌شان به خاطر ندارد. هنگام بازگشت به مقرشان، ارتش آمریکا دوباره وارد عمل می‌شود، اما مبارزان به‌راحتی آن‌ها را شکست می‌دهند—گرچه مایرا موفق می‌شود جیک را دوباره دستگیر کند. جیک در بازجویی به او هشدار می‌دهد که از منطقه خارج شود و مایرا در نهایت می‌پذیرد. در راه، در دل جنگل، رهبر فرازمینی‌ها به نام براکس به آن‌ها حمله می‌کند و سربازان را از بین می‌برد.
جیک در حال فرار، دوباره به غاری می‌افتد که پیش‌تر آن مرد مرموز او را نجات داده بود؛ او در واقع وایلی، کهنه‌سرباز دیوانهٔ جوجیتسو است. با رسیدن دیگر اعضای گروه، آن‌ها جیک را به معبد جوجیتسو می‌برند، که در آن پورتالی وجود دارد که بیگانگان از آن وارد زمین می‌شوند، و به او می‌گویند که براکس به‌دنبال اوست. جیک همچنین درمی‌یابد که کارمن، رزمی‌کار جوجیتسو، در گذشته معشوقه‌اش بوده است. براکس به گروه حمله می‌کند، آن‌ها را شکست می‌دهد و جیک را دوباره تنها می‌گذارد. جیک که با کاپیتان سند، تنها بازماندهٔ ارتش آمریکا، ملاقات کرده و دلگرم شده، دوباره با وایلی متحد می‌شود. وایلی حقیقت را آشکار می‌کند: جیک یک مبارز جوجیتسو بود که در نخستین رویارویی با براکس گریخت و با این کار، ناآگاهانه باعث شد بیگانه بتواند ویرانی به بار آورد. وایلی نیز اعتراف می‌کند که خود از نبرد پیشین گریخته بود و اکنون آمادهٔ کمک است.
مبارزان باقی‌ماندهٔ جوجیتسو دوباره با براکس روبه‌رو می‌شوند، اما همگی به‌جز کارمن کشته می‌شوند. وایلی برای جبران گذشته‌اش با براکس می‌جنگد، اما با وجود نبردی سخت، کشته می‌شود. پس از دیدار دوباره با او، کارمن به جیک می‌گوید که وایلی پدرش بود، اما از روی شرم، این موضوع را نگفته بود. با کمک روستاییان و سربازان بازمانده، جیک تصمیم می‌گیرد با تمام توان با براکس روبه‌رو شود. در نبردی طولانی، او از ضعفی که پیش‌تر در براکس دیده بود—حساسیت به آتش—بهره می‌برد و سرانجام او را شکست می‌دهد: براکس را تکه‌تکه می‌کند، نارنجکی در بدن او می‌گذارد، و پیش از بازسازی‌اش، او را به درون پورتال می‌اندازد. بدین ترتیب، چالش جوجیتسو برای همیشه پایان می‌یابد.

## تولید
در مارس ۲۰۱۹ اعلام شد که نیکلاس‌کیج و آلن موسی در این فیلم انتخاب شده‌اند.
فیلمبرداری در ژوئن ۲۰۱۹ در قبرس انجام شد.
اولین تریلر این فیلم در ۱۳ اکتبر ۲۰۲۰ منتشر شد.

## انتشار فیلم
این فیلم در تاریخ ۲۰ نوامبر سال ۲۰۲۰ به صورت سینمایی منتشر شد.